# 南新奧里藏特
22°40′08″S 53°51′36″W / 22.66889°S 53.86000°W
南新奧里藏特（葡萄牙語：Novo Horizonte do Sul），是巴西的城鎮，位於該國西部，由南馬托格羅索州負責管轄，始建於1992年4月30日，面積849平方公里，海拔高度320米，2013年人口4,581，人口密度每平方公里5.68人。